# Продукт (бизнес)
В маркетинге продукт — товар или услуга, которую можно предложить для рынка, и которая будет удовлетворять потребности потребителей. Продукты делятся на материальные и нематериальные. К последним относятся услуги, например, услуги туристических агентств или бухгалтерского обеспечения предприятия. Все продукты на рынке можно расположить в промежутке от чистых товаров до чистых услуг. Считается, что чистые услуги составляют существенную часть всех выгод и приобретений, которыми сопровождается приобретение продукта, поэтому разработка услуг и соответствующая конкуренция становятся важной частью бизнеса.

## Классификация продуктов
Продукт может быть классифицирован как материальный или нематериальный. Материальный продукт - это физический объект, который может восприниматься на ощупь, такой как здание, транспортное средство, гаджет или одежда. Нематериальный продукт - это продукт, который можно воспринимать только косвенно, например, страховой полис. Услуги могут быть широко классифицированы как нематериальные продукты, которые могут быть долговременными или недолговечными.

### По использованию
В своём онлайн-каталоге продуктов розничные продавцы Sears, Roebuck and Company делят свои продукты на «отделы», а затем представляют продукты потенциальным покупателям в соответствии с функцией или торговой маркой. Каждый продукт имеет номер изделия Sears и номер модели производителя. Sears использует отделы и группы продуктов, чтобы помочь клиентам просматривать продукты по функциям или брендам в рамках традиционной структуры универмага.

### По связи
Линия продуктов - это «группа продуктов, которые тесно связаны либо потому, что они функционируют аналогичным образом, либо продаются одним и тем же группам клиентов, либо продаются через одни и те же типы торговых точек, либо попадают в заданные диапазоны цен». Многие предприятия предлагают ряд продуктовых линеек, которые могут быть уникальными для одной организации или могут быть общими для всей отрасли бизнеса. В 2002 году в ходе переписи США были собраны данные о доходах для сферы финансов и страхования по различным линейкам продуктов, таким как «премии за несчастные случаи и медицинское страхование» и «доход от обеспеченных потребительских кредитов». В страховой отрасли продуктовые линейки обозначены типом покрытия рисков, таким как автострахование, коммерческое страхование и страхование жизни.

### Национальные и международные классификации продуктов
Для целей экономической статистики были разработаны различные системы классификации продуктов. Подписавшие соглашение NAFTA стороны работают над системой, которая классифицирует продукты, называемые NAPCS, в качестве дополнения к Североамериканской системе отраслевой классификации (NAICS). Европейский союз использует «Классификацию продуктов по видам деятельности» среди других классификаций продуктов. Организация Объединенных Наций также классифицирует продукты для отчётности о международной экономической деятельности.
Система классификации Aspinwall классифицирует и оценивает продукты на основе пяти переменных:
1. Коэффициент замещения (Как часто продукт выкупается?)
2. Валовая прибыль (Какая прибыль получается от каждого продукта?)
3. Корректировка целей покупателя (Насколько гибки покупательские привычки в отношении этого продукта?)
4. Продолжительность удовлетворения продукта (Как долго продукт будет приносить пользу пользователю?)
5. Продолжительность поведения покупателей при поиске (Как долго покупатели будут покупать продукт?)

Национальный институт государственных закупок (NIGP) разработал систему классификации товаров и услуг для использования государственными и местными органами власти, Код NIGP.  Код NIGP используется 33 штатами в Соединённых Штатах, а также тысячами городов, округов и политических подразделений. Код NIGP представляет собой иерархическую схему, состоящую из 3-значного класса, 5-значного элемента-класса, 7-значной группы элементов-классов и 11-значной детализации группы-элемента класса. Применения кода NIGP включают регистрацию поставщиков, идентификацию товарно-материальных ценностей, управление товарными позициями, анализ затрат и стратегический источник.

## Модель продукта
Производитель обычно предоставляет идентификатор для каждого типа производимого ими продукта (обозначение модели или её варианта). Например, Dyson Ltd, производитель бытовой техники (в основном пылесосы), требует, чтобы клиенты указывали свою модель в разделе поддержки на веб-сайте. Бренд и модель могут использоваться вместе, чтобы идентифицировать продукты на рынке. Идентификатор модели не обязательно совпадает с обозначением изделия.
Из-за огромного количества аналогичных продуктов в автомобильной промышленности существует особый вид определения автомобиля с опциями (отметками, атрибутами), которые представляют характерные особенности автомобиля. Модель автомобиля определяется некоторыми базовыми опциями, такими как кузов, двигатель, коробка передач и мосты. Варианты модели строятся с помощью некоторых дополнительных опций, таких как цвет, сиденья, колёса, зеркала, накладки, системы развлечений и вспомогательные системы и прочее. Опции, исключающие друг друга (попарно), создают семейство опций. Это позволяет выбрать только один вариант.
Кроме того, определённый экземпляр продукта обычно идентифицируют заводским номером, который необходим для различения конкретных изделий одного типа или модели. В автомобильной продукции используется идентификационный номер транспортного средства VIN, который имеет международный стандартизованный формат.